# Китастый, Григорий Трофимович
Григо́рий Трофи́мович Кита́стый (укр. Григорій Трохимович Китастий; 17 января 1907 — 6 апреля 1984) — советский украинский музыкант, бывший дирижёр и руководитель Украинской капеллы бандуристов имени Тараса Шевченко в США, Герой Украины (2008, посмертно).

## Биография
Родился 17 января 1907 года в Кобеляках (теперь Полтавская область).
Окончил Киевский музыкально-драматический институт им. Н. Лысенко.
Занимался концертной деятельностью на Украине с 1930-х годов. Работал в Капелле бандуристов им. Т. Шевченко, созданной в 1935 году на основе Киевского хора и Полтавской капеллы (как музыкант, концертмейстер, дирижёр, затем стал художественным руководителем коллектива с официальным названием «Украинская государственная образцовая капелла бандуристов»).
С началом Великой Отечественной войны был призван на фронт. Попал в плен, откуда бежал и вернулся в Киев, оккупированный тогда нацистами. В 1942 году Китастый согласился сотрудничать с ними. В начале 1942 года ему было разрешено вместе с капеллой провести двухнедельные гастроли по сёлам в окрестностях Киева. В 1943 году с капеллой бандуристов оказался в Германии. Оставаясь в статусе остарбайтеров в течение всей войны, члены капеллы постоянно разъезжали по городам гитлеровской Германии и Западной Украины с концертами. Коллектив выступал в том числе и перед воинами Украинской повстанческой армии. На родину ему не было суждено вернуться: вновь оказаться в застенках, но теперь советских, он не захотел.
В 1949 году Китастый выехал в США. Жил в Детройте, позже короткое время в Калифорнии (Сан-Диего), в 1964 году переехал в Чикаго, где возглавил первый ансамбль бандуристов Объединения демократической украинской молодёжи (ОДУМ). Выступал с концертами, обучал выходцев с Украины и их потомков кобзарскому мастерству, считая, что, куда бы тебя ни забросила судьба, нужно не забывать свои корни и истоки.
Умер от рака 6 апреля 1984 года в Саут-Баунд-Бруке, штат Нью-Джерси, США. Похоронен на украинском православном кладбище при мемориальной церкви Святого Андрея Первозванного.

## Память
- Именем Г. Т. Китастого назван международный конкурс кобзарского искусства.

Могила в США
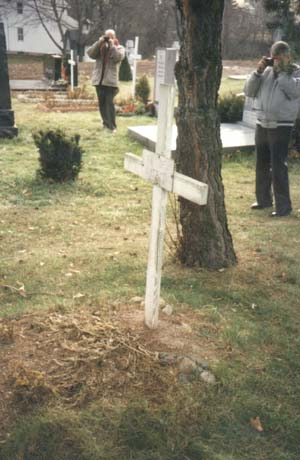
Могила Китастого в первоначальном виде
Могила Китастого в настоящее время

## Награды и звания
- Звание Герой Украины (с вручением ордена Державы, 25.11.2008 — за выдающийся личный вклад в дело национального и духовного возрождения Украины, распространение украинской культуры и кобзарского искусства в мире, посмертно)[2].